# The Wise Guy
The Wise Guy is een Amerikaanse dramafilm uit 1926 onder regie van Frank Lloyd.

## Verhaal
Guy Watson wil zijn toneelgezelschap omvormen tot een evangelische beweging, omdat hij meer geld denkt te verdienen als predikant dan als acteur. Hij kan zo overtuigend preken dat zijn volgelingen een heiligdom voor hem oprichten. Als er een actrice sterft, gaat Guy voor de eerste keer in zijn leven oprecht bidden. Hij besluit zijn bedrog op te biechten aan zijn achterban. Hij aanvaardt zijn gevangenisstraf met het voornemen om zijn leven te beteren.

## Rolverdeling
| Acteur           | Personage     |
| ---------------- | ------------- |
| James Kirkwood   | Guy Watson    |
| Mary Astor       | Mary          |
| Betty Compson    | Hula Kate     |
| George F. Marion | Horace Palmer |
| Mary Carr        | Ma Palmer     |
| George Cooper    | Bozo          |